# Jag ska bli stjärna
Jag ska bli stjärna är en dokumentärserie i sex avsnitt på TV4. Den sändes vintern 2009/2010. I serien följer man sju barn i sex familjer som drömmer om att bli stjärnor, bland annat inom idrott och musik. Barnen, som är mellan 4 och 13 år, berättar om sina drömmar och mål.

## Barnen
Zara Larsson vann Talang 2008 med sin sångröst. Hon siktar på att bli mer känd och göra karriär i USA. Oscar älskar motocross, Olivia Welin är en lovande fotbollstalang, Teodor satsar stort på tennis, Marcus drömmer om att bli trummis och deltog i Talang 2009 och systrarna Belle och Nikita är barnmodeller och statister.